# The Laughing Cavalier
The Laughing Cavalier er en britisk stumfilm fra 1917 af A. V. Bramble og Eliot Stannard.

## Medvirkende
- Mercy Hatton - Gilda Beresteyn
- George Bellamy - Lord Stoutenberg
- Edward O'Neill - Governor Beresteyn
- A.V. Bramble - Diogenes
- Frederick Sargent - Nicholas Beresteyn